# Heubécourt-Haricourt
Heubécourt-Haricourt – miejscowość i gmina we Francji, w regionie Normandia, w departamencie Eure.
Według danych na rok 1990 gminę zamieszkiwało 416 osób, a gęstość zaludnienia wynosiła 35 osób/km² (wśród 1421 gmin Górnej Normandii Heubécourt-Haricourt plasuje się na 519. miejscu pod względem liczby ludności, natomiast pod względem powierzchni na miejscu 248).